# Vista Alegre (kommun)
Vista Alegre är en kommun i Brasilien.   Den ligger i delstaten Rio Grande do Sul, i den södra delen av landet, 1 400 km söder om huvudstaden Brasília. Antalet invånare är 2 832.
Omgivningarna runt Vista Alegre är en mosaik av jordbruksmark och naturlig växtlighet. Runt Vista Alegre är det ganska tätbefolkat, med 111 invånare per kvadratkilometer.